# Republicanos Rockefeller

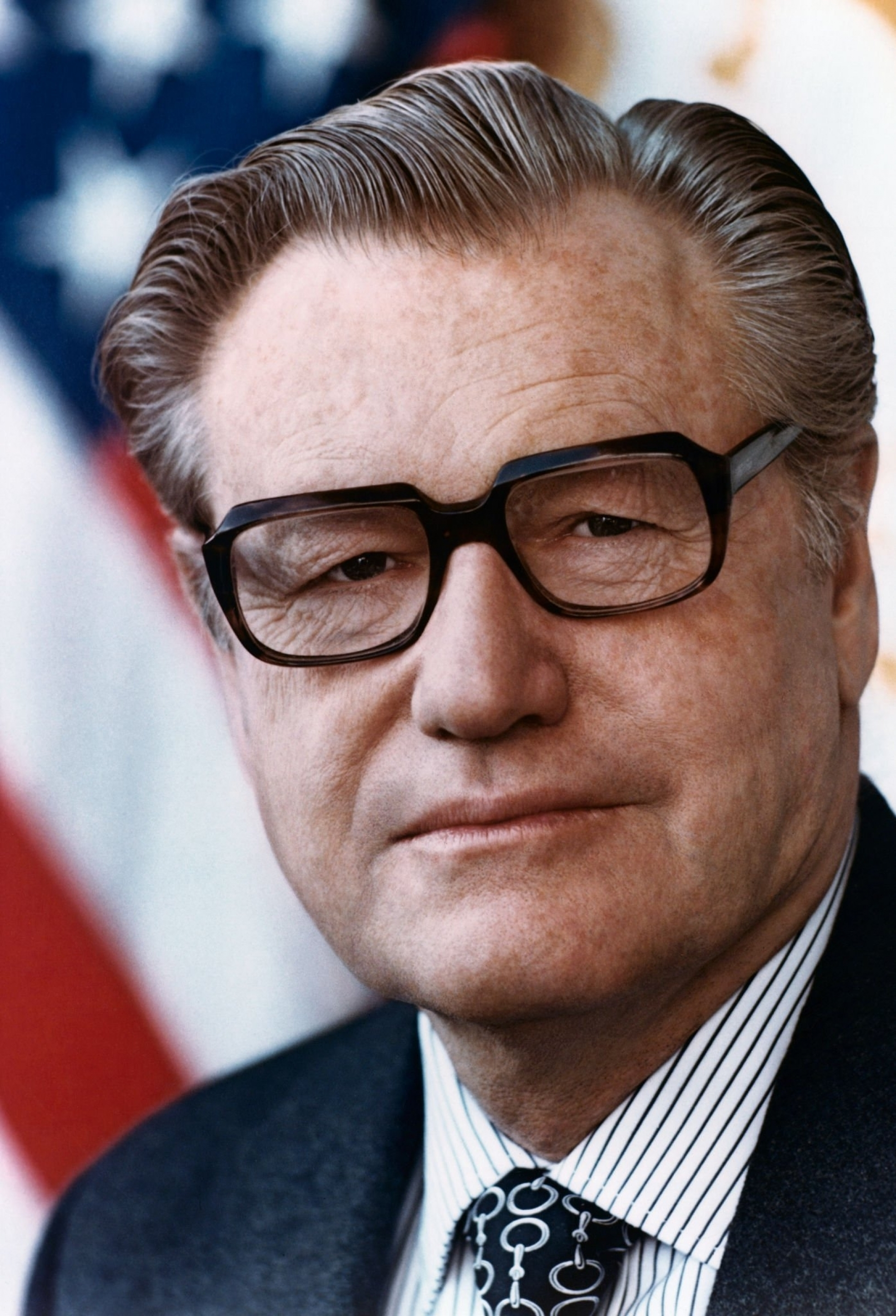
Nelson Rockefeller, em homenagem a quem os republicanos Rockefeller foram nomeados

Os republicanos Rockefeller eram membros do Partido Republicano (GOP) nas décadas de 1930 a 1970 que mantinham visões moderadas a liberais sobre questões domésticas, semelhantes às de Nelson Rockefeller, governador de Nova York (1959–1973) e vice-presidente do Estados Unidos (1974–1977). Os republicanos Rockefeller eram mais comuns no Nordeste e nos estados industriais do Centro-Oeste, com seus maiores eleitores moderados a liberais, enquanto eram raros no Sul e no Oeste.
O termo refere-se a “[um] membro do Partido Republicano com opiniões semelhantes às de Nelson Rockefeller; um republicano moderado ou liberal”. Geoffrey Kabaservice afirma que eles faziam parte de uma ideologia política separada, alinhando-se em certas questões e políticas com os liberais, enquanto em outros com conservadores e em muitos com nenhum dos dois. Luke Phillips também afirmou que os republicanos Rockefeller representam a continuação da tradição Whig da política americana.
O republicanismo Rockefeller foi descrito como a última fase do “Estabelecimento Oriental” do GOP que foi liderado pelo governador de Nova York Thomas E. Dewey. O poderoso papel do grupo no Partido Republicano foi fortemente atacado durante a campanha primária de 1964 entre Rockefeller e Barry Goldwater. Em um ponto antes das primárias da Califórnia, o agente político Stuart Spencer pediu a Rockefeller para “convocar aquele nexo lendário de dinheiro, influência e condescendência conhecido como o Estabelecimento Oriental”. Rockefeller respondeu: “Você está olhando para isso, amigo, eu sou tudo o que resta”.
Michael Lind afirma que a ascendência da ala fusionista mais conservadora do Partido Republicano, começando na década de 1960 com Goldwater e culminando na Revolução Reagan em 1980, impediu o estabelecimento de um conservadorismo disraeliano de uma nação nos Estados Unidos. A frase “Rockefeller Republican” foi usada em um sentido pejorativo pelos conservadores modernos, que a usam para ridicularizar aqueles no Partido Republicano percebidos como tendo visões muito liberais, especialmente nas principais questões sociais. Questões. O termo foi adotado principalmente devido ao apoio vocal de Nelson Rockefeller aos direitos civis e políticas de gastos pródigos. O historiador Justin P. Coffey afirmou que o liberalismo de Rockefeller é um mito, com o ex-vice-presidente Spiro Agnew apontando que a realidade era bem diferente, afirmando: “Muitas pessoas consideravam Rockefeller muito liberal e muito dovish em política externa, mas não o era. Ele era mais duro do que Nixon e muito mais hawkish sobre a missão da América no mundo.”
Ao nível nacional, o último candidato significativo à presidência da ala liberal do partido foi John B. Anderson, que concorreu como independente em 1980 e obteve 6,6% dos votos populares. Localmente, especialmente no Nordeste, os titulares de cargos republicanos liberais continuaram a ganhar eleições, incluindo Bill Weld e Charlie Baker de Massachusetts, Phil Scott de Vermont e Larry Hogan de Maryland.

## Posições políticas
Na política doméstica, os republicanos Rockefeller eram tipicamente de centro para centro-direita economicamente, no entanto, eles rejeitavam veementemente conservadores como Barry Goldwater e suas políticas econômicas de laissez faire enquanto mantinham crenças em políticas sociais que eram muitas vezes culturalmente liberais. Eles normalmente eram a favor de uma rede de segurança social e da continuação dos programas do New Deal, mas buscavam administrar esses programas com mais eficiência do que os democratas. Os republicanos Rockefeller se opunham ao socialismo e à propriedade do governo, e eram fortes defensores das grandes empresas e de Wall Street, embora apoiassem alguma regulamentação dos negócios; em vez de aumentar a regulamentação dos negócios, eles defendiam o desenvolvimento de uma relação mutuamente benéfica entre os interesses públicos e a iniciativa privada, traçando comparações e semelhanças com o dirigismo francês ou o estado desenvolvimentista japonês. Eles adotaram investimentos governamentais e privados em ambientalismo, saúde e educação superior como necessidades para uma sociedade melhor e crescimento econômico na tradição de Rockefeller. Eles eram fortes apoiadores de faculdades estaduais, escolas de comércio e universidades com mensalidades baixas e grandes orçamentos de pesquisa, e também favoreciam investimentos em infraestrutura, como projetos de rodovias.
Refletindo a tradição de resolução tecnocrática de problemas de Nelson Rockefeller, a maioria dos republicanos Rockefeller eram conhecidos por ter uma abordagem pragmática e interdisciplinar para resolução de problemas e governança, em simultâneo, em que defendiam um amplo consenso em vez de uma consolidação de apoio. Acolhendo também um maior papel público para engenheiros, médicos, cientistas, economistas e empresários sobre os políticos na elaboração de políticas e programas. Como resultado, muitos republicanos Rockefeller foram figuras importantes nos negócios, como o executivo automobilístico George W. Romney e o banqueiro de investimentos C. Douglas Dillon. Na política fiscal, favoreceram orçamentos equilibrados e não se opuseram a aumentar os impostos para alcançá-los. O senador de Connecticut, Prescott Bush, uma vez pediu ao Congresso que “aumentasse as receitas necessárias aprovando quaisquer níveis de tributação que fossem necessários”.
Um elemento crítico foi o seu apoio aos sindicatos e, especialmente, aos trabalhadores da construção civil que apreciaram os pesados gastos em abaixo-estrutura. No que lhe concerne, os sindicatos deram a esse político apoio suficiente para superar o elemento rural antissindical no Partido Republicano. À medida que os sindicatos enfraqueceram após a década de 1970, o mesmo aconteceu com a necessidade de os republicanos cooperarem com eles. Essa transformação jogou nas mãos dos republicanos mais conservadores, que não queriam colaborar com os sindicatos e agora não precisavam mais fazê-lo para realizar eleições estaduais.
Na política externa, tendiam a ser hamiltonianos, defendendo políticas internacionalistas e realistas, apoiando as Nações Unidas e promovendo os interesses comerciais americanos no exterior. A maioria queria usar o poder americano em cooperação com aliados para lutar contra a disseminação do comunismo e ajudar os negócios americanos a se expandirem no exterior.

## História
Thomas E. Dewey, governador de Nova York de 1943 a 1954 e candidato presidencial republicano em 1944 e 1948, foi o líder da ala moderada do Partido Republicano nos anos 1940 e início dos anos 1950, lutando contra os republicanos conservadores do Centro-Oeste liderados pelo senador Robert A. Taft de Ohio, conhecido como “Sr. Republicano”. Com a ajuda de Dewey, o general Dwight D. Eisenhower derrotou Taft para a indicação presidencial de 1952 e se tornou o líder dos moderados. Eisenhower cunhou a frase “Republicanismo Moderno” para descrever sua visão moderada do republicanismo. Depois de Eisenhower, Nelson Rockefeller, governador de Nova York, emergiu como líder da ala moderada do Partido Republicano, concorrendo à presidência em 1960, 1964 e 1968. Os republicanos de Rockefeller sofreram uma derrota esmagadora em 1964, quando os conservadores conquistaram o controle do Partido Republicano e nomearam o senador Barry Goldwater, do Arizona, para presidente.

### Avivamento no Nordeste
“Os republicanos do nordeste, liberais a moderados, já fizeram parte do cenário político tanto quanto os liberais de Massachusetts de hoje.” Conforme a National Review, “No nível estadual, no entanto, uma espécie de republicanismo Rockefeller parece estar crescendo mais uma vez nos últimos anos” na Nova Inglaterra e no Nordeste.

## Uso moderno
O termo “Rockefeller Republicano” tornou-se um tanto arcaico desde que Nelson Rockefeller morreu em 1979. O Atlantic se referiu à eleição dos republicanos do nordeste como sendo semelhante ao “republicanismo liberal ao estilo Rockefeller”, embora o rótulo não seja necessariamente usado pelos próprios candidatos. O rótulo Rockefeller Republicano às vezes tem sido aplicado a políticos modernos, como Lincoln Chafee, de Rhode Island, que atuou como republicano no Senado, foi eleito governador desse estado como independente e mais tarde tornou-se democrata e buscou brevemente a presidência do partido em 2016. Nomeação. Alguns membros mais conservadores do Partido Republicano usam o rótulo de forma irônica, juntamente com outros rótulos como RINOs, ou seja, Republicans in Name Only, The Establishment, ou “Republicanos Acela”, uma referência ao Acela Express correndo ao longo da costa leste.
Em 2019, Bill Weld anunciou que consideraria um desafio ao presidente Trump pela indicação republicana. Bill Weld foi descrito pelo The New York Times, em suas campanhas governamentais e presidenciais, como um republicano moderado. Ele foi comparado a Rockefeller. O governador Weld é descrito como fiscalmente conservador e socialmente liberal. Após declarar sua candidatura, Weld se descreveu como “a pessoa mais pró-escolha” concorrendo à presidência.

## Titulares de cargos atuais

### Governadores
- Chris Sununu, governador de New Hampshire[31]
- Phil Scott, governador de Vermont.[32]
- Charlie Baker, governador de Massachusetts.[33]

## Ex-funcionários

### Vice-presidentes dos EUA
- Nelson Rockefeller

### Senadores dos EUA
- Mark Andrews, (Dakota do Norte)[34]
- Edward Brooke, (Massachusetts)[35]
- Caso Clifford, (Nova Jersey)[36]
- John Chafee, ex-governador de Rhode Island e senador dos Estados Unidos[37]
- Jacob Javits, (Nova York)[38]
- Jim Jeffords, (Vermont) (Republicano enquanto esteve no Congresso até 2001; Tornou-se independente em 2001)[39]
- Olympia Snowe, (Maine)[40][41]
- Arlen Specter, (Pensilvânia)[42]
- John Warner, ex-secretário da Marinha e senador dos Estados Unidos da Virgínia[43]
- Lowell Weicker, (Connecticut) (mudou de partido para A Connecticut Party, depois se tornou independente)[44]

### Representantes dos EUA
- Vincent Dellay, (New Jersey) (ex-republicano, democrata, depois independente)[45]
- Florence Dwyer, (Nova Jersey)[46]
- Millicent Fenwick, (Nova Jersey)[47]
- Peter Frelinghuysen Jr., (Nova Jersey)[48][49][50]
- Dean Gallo, (Nova Jersey)[51]
- Harold Hollenbeck, (Nova Jersey)[52]
- John Lindsay, (Nova York e prefeito da cidade de Nova York)[53]
- Matthew Rinaldo, (Nova Jersey)[54]
- Jim Saxton, (Nova Jersey)[55]
- George Wallhauser, (Nova Jersey)[56]
- William Windall, (Nova Jersey)[57]

### Governadores
- William Cahill, ex-governador de Nova Jersey[58][59]
- Dan Evans, ex-governador de Washington[60]
- Tom Kean, ex-governador de Nova Jersey[61][62]
- Nelson Rockefeller, ex-governador de Nova York
- Bill Weld, ex-governador de Massachusetts (mudou de partido para libertário, mais tarde re-registrado como republicano)[63]
- Lowell Weicker, ex-governador de Connecticut[64] (ex-republicano e membro do Partido Connecticut)